# 三花槭
三花槭（学名：Acer triflorum），为槭树科槭属下的一个种。

## 扩展阅读
維基物種上的相關：三花槭